# منطقة تومكور
تومكور رمزها «TU» (بالإنجليزية: Tumkur)‏ ، هو تقسيم إداري لدولة الهند تتبع ولاية كارناتاكا (بالإنجليزية: Karnataka)‏ ، مركزها هو مدينة تومكور (بالإنجليزية: Tumkur)‏ عدد سكانها حسب تعداد سنة 2001 هو 2,579,516 ، مساحتها 10,598 كم² وكثافة السكان 243 لكل كم² .

## معرض صور

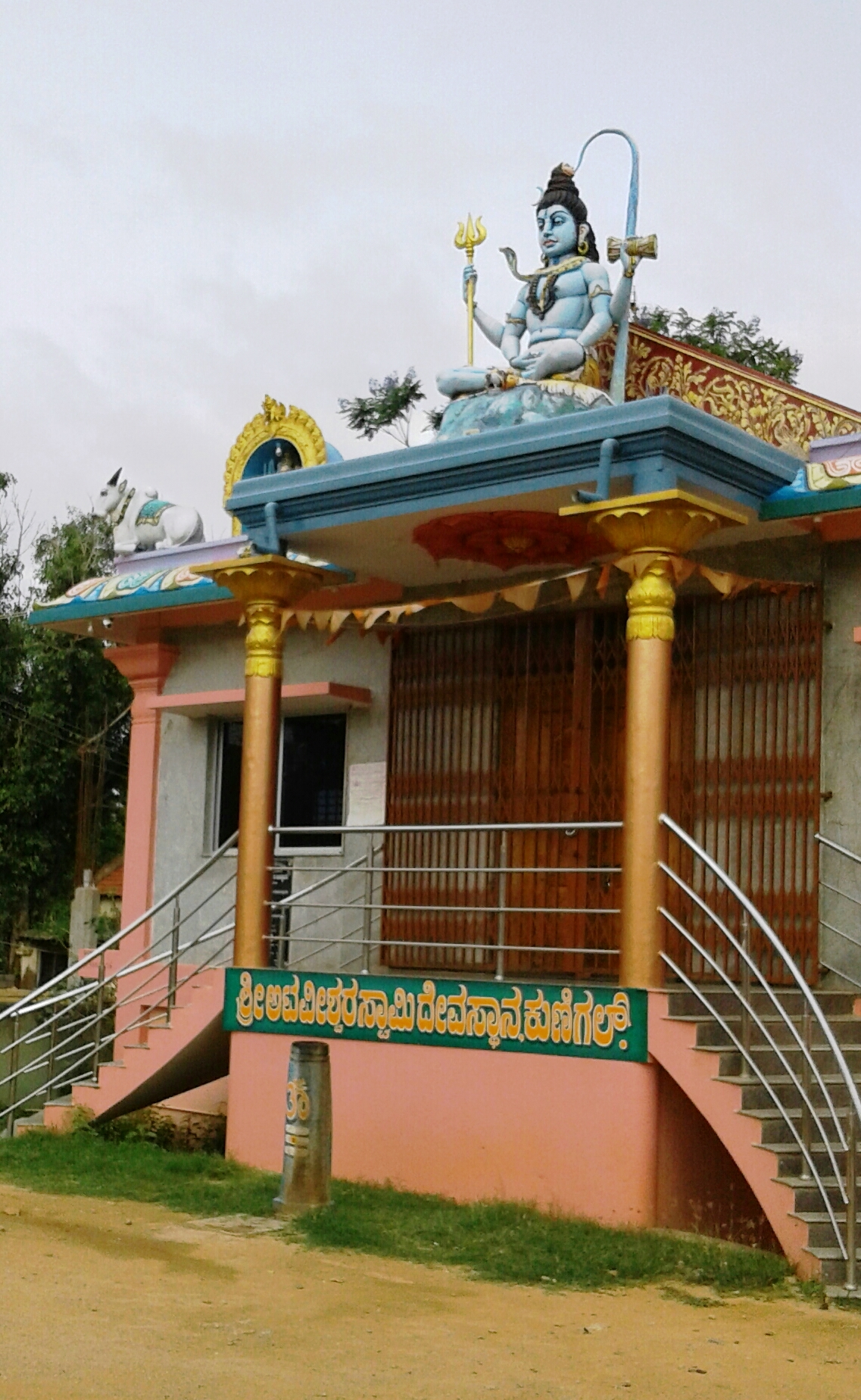
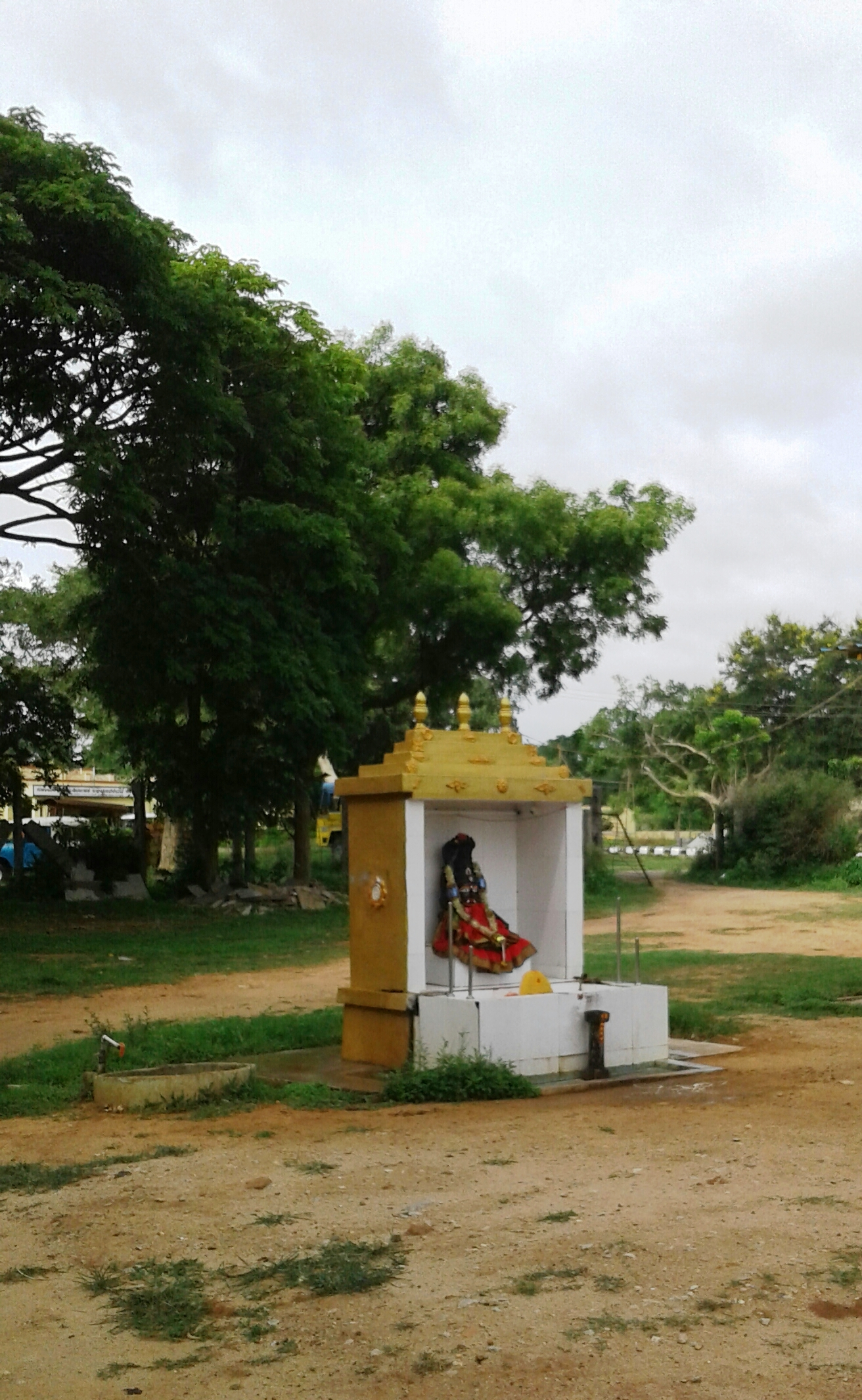
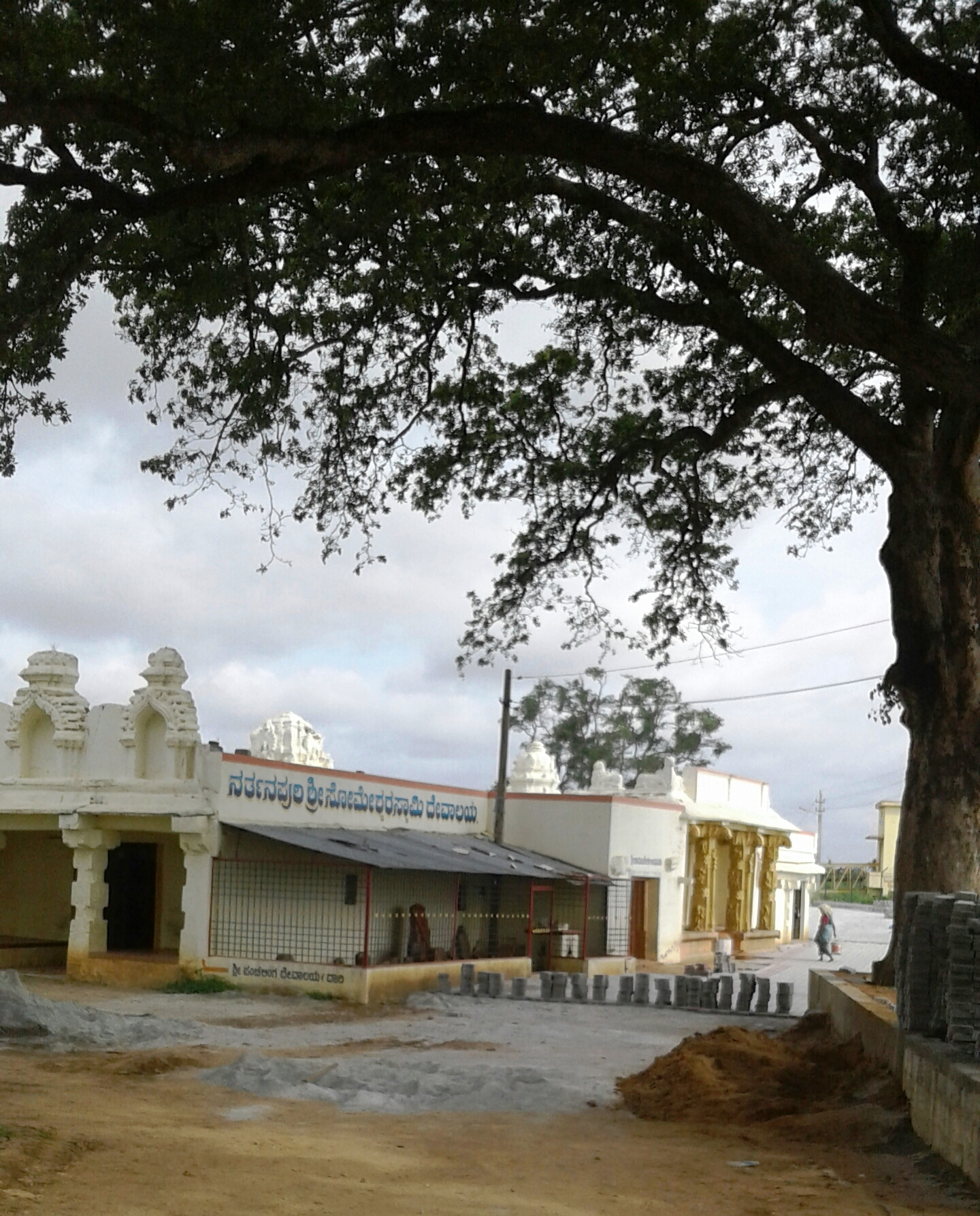
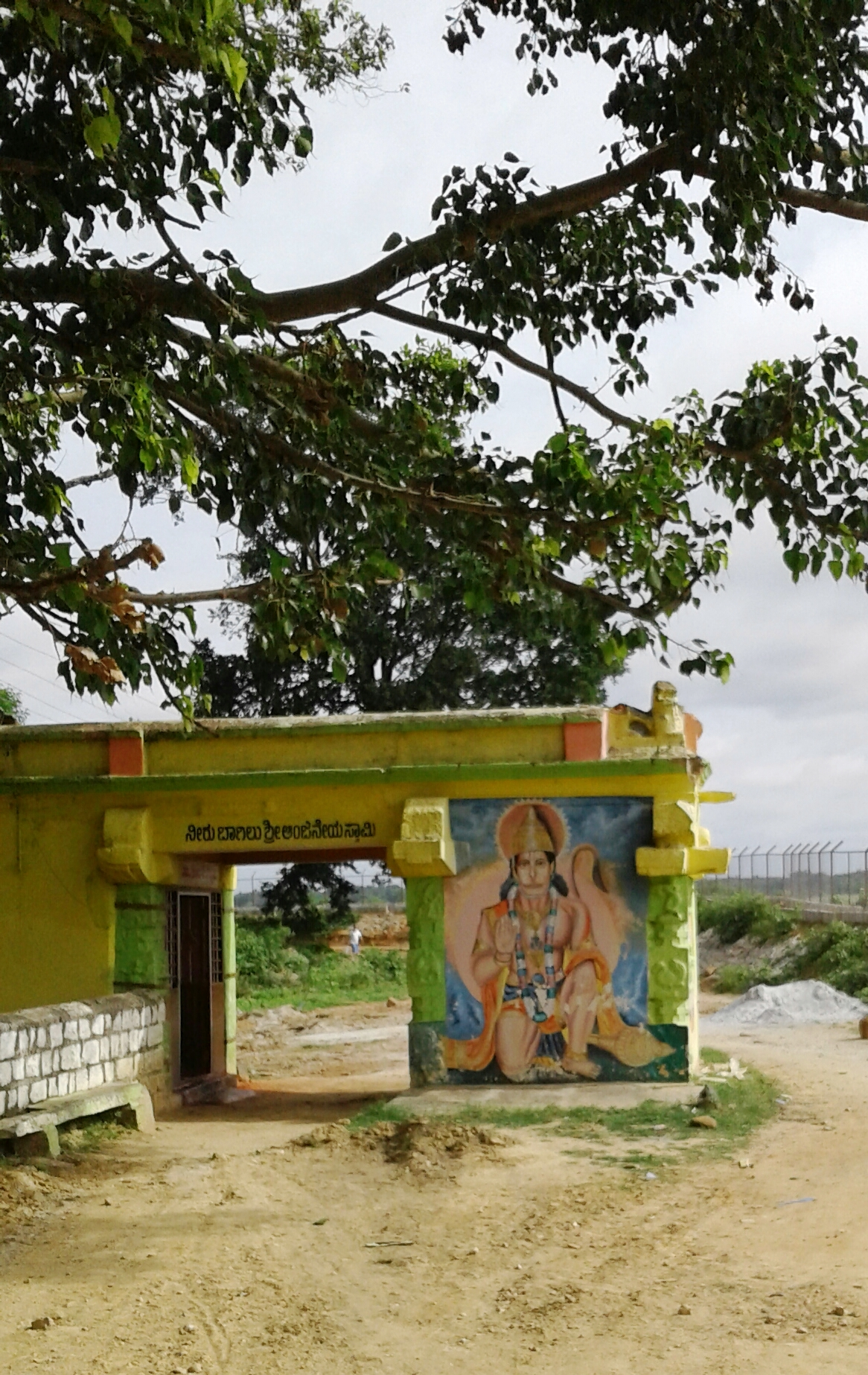

## أعلام
- د. ك. رافي